# Lacus Lenitatis

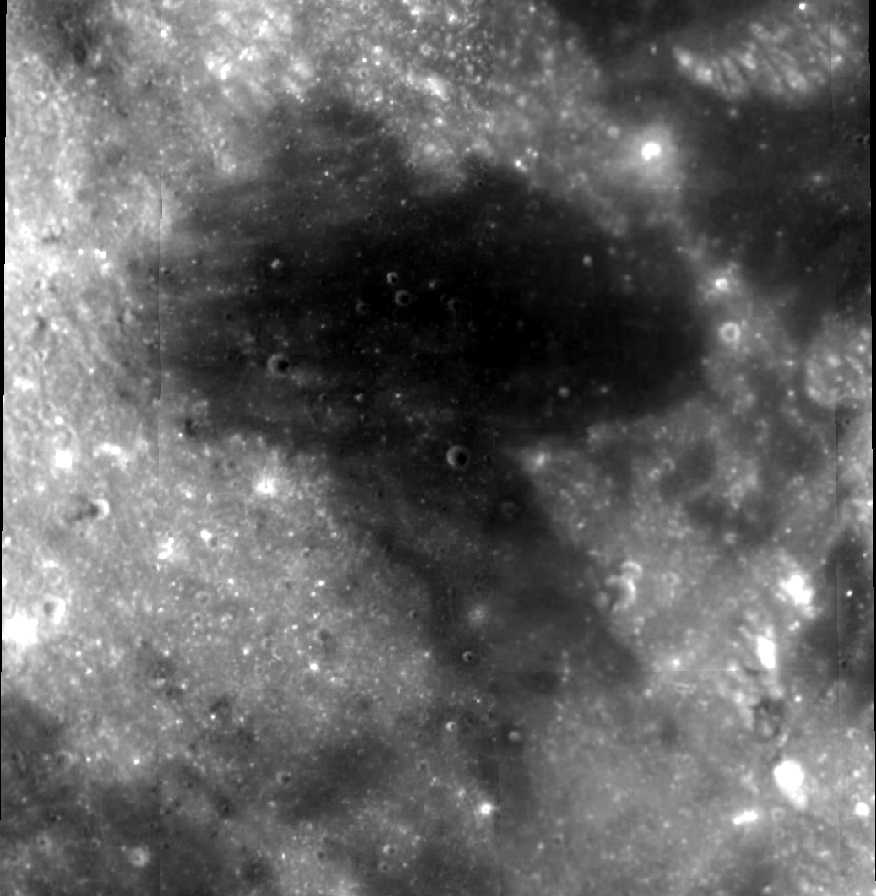
Lacus Lenitatis.

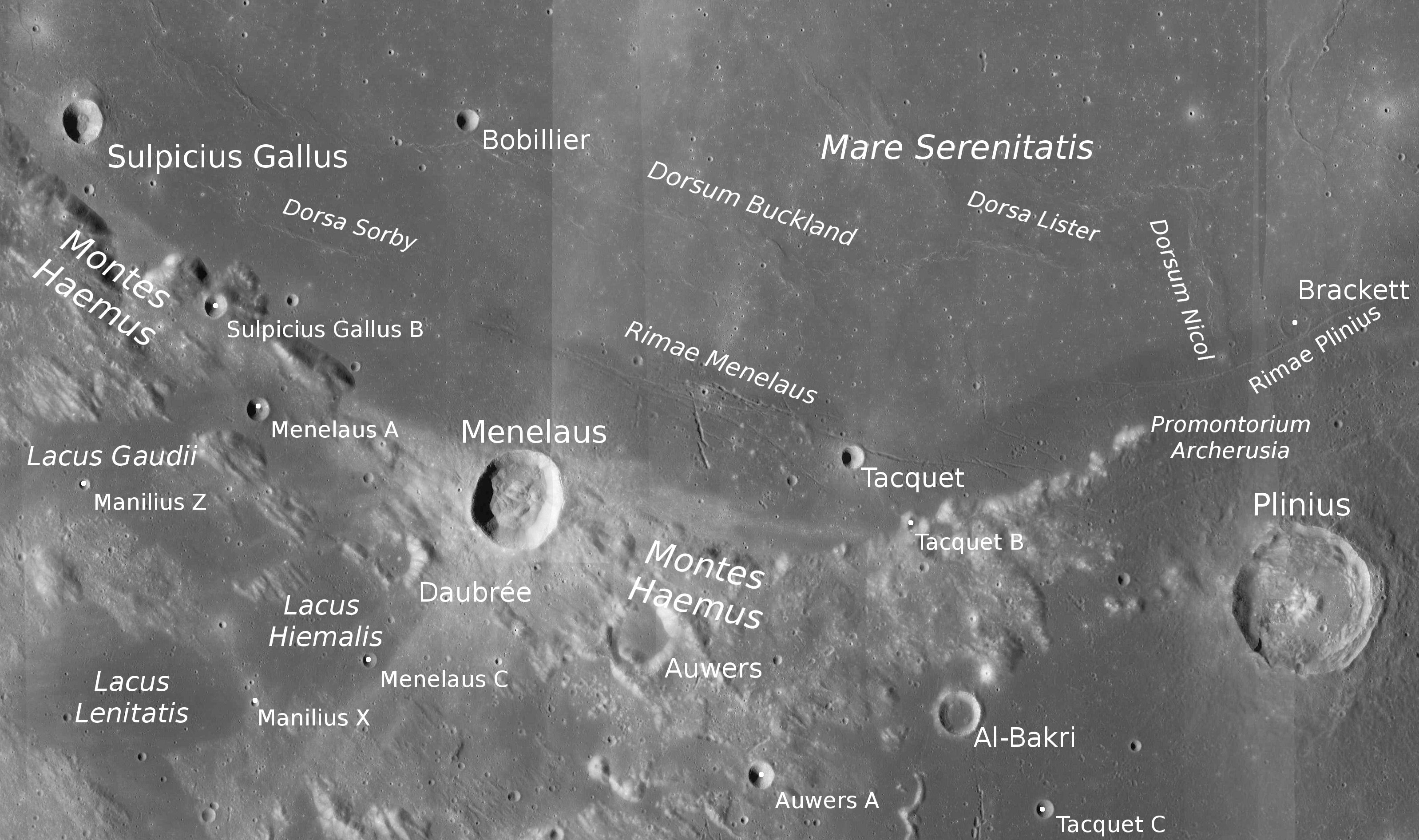
Poloha Lacus Lenitatis.

Lacus Lenitatis (česky Jezero mírnosti nebo Jezero něžnosti) je malé měsíční moře v oblasti mezi Mare Serenitatis (Moře jasu) a Mare Vaporum (Moře par). Tato oblast jihozápadně od pohoří Montes Haemus je bohatá na hladké planiny, mimo Lacus Lenitatis se zde nachází ještě Lacus Odii (Jezero nenávisti), Lacus Doloris (Jezero bolesti), Lacus Gaudii (Jezero radosti), Lacus Hiemalis (Jezero zimy) a Lacus Felicitatis (Jezero štěstí). Lacus Lenitatis má průměr cca 80 km, jeho střední selenografické souřadnice jsou 14,3° S a 12,1° V. Lacus Lenitatis leží jižně od Lacus Gaudii a jihozápadně od Lacus Hiemalis. Západně se nachází kráter Manilius.